# Csuka István
Csuka István (Árokszállás, 1758. augusztus 3.[forrás?] – 1814. május 9.) katolikus plébános és kanonok.

## Élete
Jászárokszálláson született, szülei Csuka János és Faragó Katalin voltak. Iskoláit Pesten és Egerben végezve, 17 éves korában lépett az egri papnevelőbe; miután misés pappá felszenteltetett, Tállyán és Gyöngyösön káplánkodott; azután az egri papképző tanára lett; az intézet azonban csakhamar megszűnt és Csuka Kassára ment segédlelkésznek, ahonnét még ugyanazon évben fancsali plébános lett Heves vármegyében. Néhány évvel később ismét Egerbe hivatott papnevelő intézeti tanulmányi felügyelőnek; itt sem maradt sokáig, mert jákóhalmi plébánosnak választották, 1813-ban pedig címzetes kanonok lett. Hívei nyugvóhelyét díszes emlékkővel jelölték meg.

## Munkái
- A felséges ausztriai háznak új és örökös császári méltóságáért a t. t. Jász és két Kun megyéknek buzgó hálaadásakkor Jászberényben sz. Mihály havának 13. napján 1804. mondott beszéd. Pest.
- Mária szentséges neve napjára Intézett beszéd. Szeged, 1806. (Kis-Kun-Majsán az újonnan épített templom szegletkövének letételekor.)

Még több egyházi beszéde kéziratban maradt. Szöllősy szerint egy népszerű kátét is adott ki.